# Панов, Иван Григорьевич
Иван Григорьевич Панов (1914—1997) — старший сержант Рабоче-крестьянской Красной Армии, участник Великой Отечественной войны, полный кавалер ордена Славы.

## Биография
Иван Панов родился 21 августа 1914 года в деревне Поняты (ныне — Рославльский район Смоленской области). После окончания четырёх классов школы работал плотником. В 1937—1939 годах проходил службу в Рабоче-крестьянской Красной армии, участвовал в польском походе и советско-финской войне. В мае 1941 года Панов повторно был призван в армию. С июня того же года — на фронтах Великой Отечественной войны. За время войны пять раз был ранен и ещё один раз — контужен.
К августу 1944 года старший сержант Иван Панов был помощником командира отделения 331-го стрелкового полка 96-й стрелковой дивизии 48-й армии 1-го Белорусского фронта. Отличился во время освобождения Польши. 25 августа 1944 года Панов участвовал в отражении немецкой контратаки в районе города Острув-Мазовецки. В критический момент боя он заменил собой командира взвода и поднял подразделение в атаку, отбросив противника. В том бою он уничтожил более 10 солдат противника, сам был ранен, но продолжал сражаться. 9 октября 1944 года награждён орденом Славы 3-й степени.
К октябрю 1944 года Панов уже командовал взводом того же полка. 14 октября 1944 года в районе населённого пункта Ляски в 11 километрах к северу от города Пултуск он поднял своё отделение в атаку и разгромил противника, только лично уничтожив более 10 солдат и офицеров противника. 17 декабря 1944 года Панов был награждён орденом Славы 2-й степени.
В ночь с 4 на 5 мая 1945 года Панов участвовал в боях на косе Фрише-Нерунг (ныне — Балтийская коса), лично уничтожив 1 пулемёт и около 10 солдат и офицеров противника.
Указом Президиума Верховного Совета СССР от 29 июня 1945 года за «образцовое выполнение заданий командования в боях с немецкими захватчиками» старший сержант Иван Панов был награждён орденом Славы 1-й степени.
После окончания войны Панов был демобилизован. Проживал и работал на родине. 
Скончался 1 января 1997 года, похоронен в деревне Даниловичи Рославльского района Смоленской области.
Был также награждён орденом Отечественной войны I степени и рядом медалей.